# Vilémovský klášter
Vilémovský klášter (či Klášter Vilémov) byl někdejší benediktinský klášter ve Vilémově, pozdějším městysi nedaleko Chotěboře, který je prvně s jistotou doložen k r. 1160 a stavebně zanikl roku 1421 při husitských válkách.

## Historie
Založení kláštera benediktinů byl založen nedaleko Chotěboře klade k roku 1119 pozdní přípisek k pozdně středověkému rukopisu Kosmovy korniky. Místní název Vilémov byl v literatuře na základě pozdního svědectví kroniky Přibíka Pulkavy ze 70. let 14. století odvozen od jména hraběte Viléma/Wilhelma ze Sulzbachu, šlechtice pocházejícího od Norimberka, kterými byl spolu s Heřmanem/Hermannem ze Sulzbachu označen k r. 1121 jako zakladatel. Vilém zde měl údajně sídlit jako poustevník a po založení kláštera se stal jeho prvním opatem. Novější literatura ovšem o tomto tvrzení pozdních pramenů vážně pochybuje (např. J. Šrámek) a první jistou zmínku klade k r. 1160, kdy soudobá listina zmiňuje mezi svědky tamního opata. Roku 1253 se klášter nazýval Wilhelmszell – Vilémova cela).
Klášterní objekt byl vystavěn s kostelem svatého Petra a Pavla, kvadraturou a hospodářským dvorem, kolem něhož postupně vyrostlo hrazené městečko. Ve stejné době pak dochází ke vzniku dalších beneditinských klášterů, např. Kladrubský klášter v západních Čechách či Porta Apostolorum v severočeských Postoloprtech. Posléze se rozrostl v jeden z nejrozsáhlejších klášterů ve střední Evropy.[zdroj⁠?!]

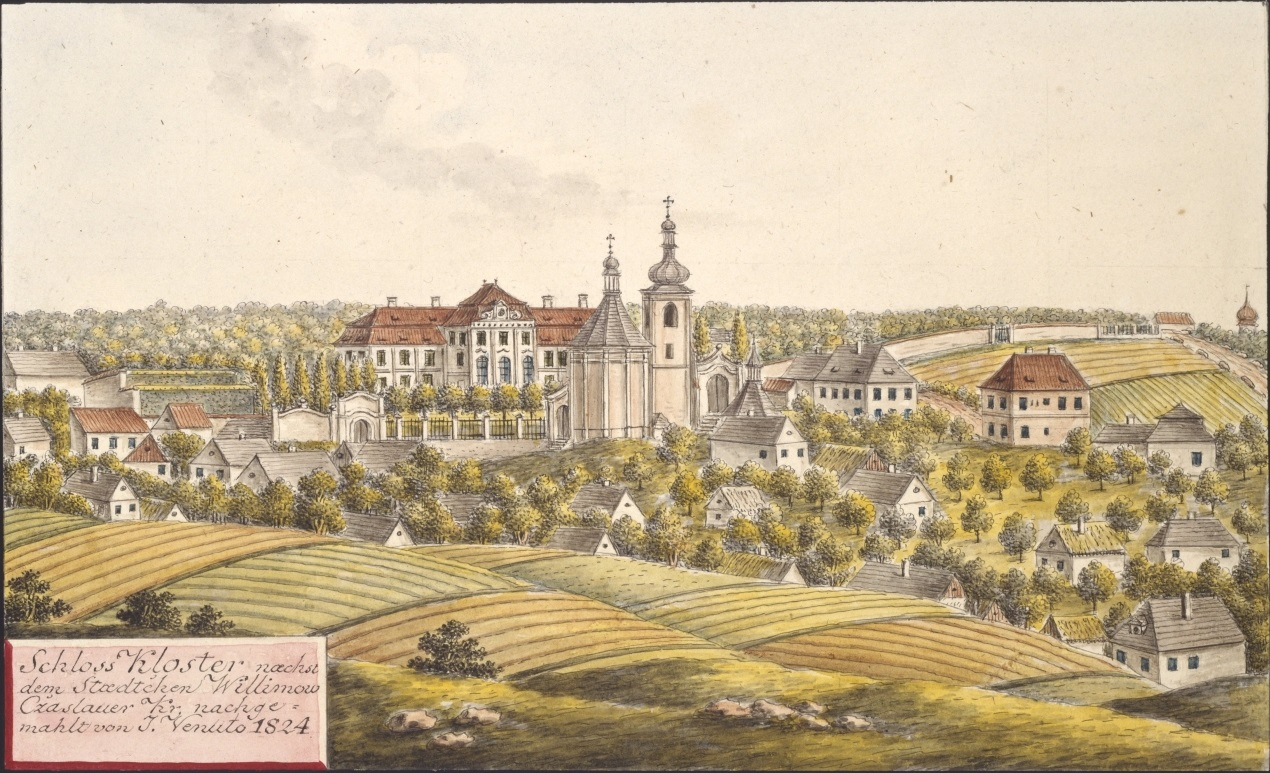
Zámek Klášter a jeho okolí v roce 1824

V roce 1278 byl klášter vypálen vojsky vévody Rudolfa I. Habsburského poté, co byl český král Přemysl Otakar II. zabit v bitvě na Moravském poli a Rudolf se následně vítězně jal drancovat české a moravské statky. V dalších letech se však dočkal obnovy.
K zániku kláštera pak došlo na jaře 1421, kdy byl klášter dobyt a vypálen husitskými vojsky pražanů spojených s orebitskými vůdci Hynkem Bočkem a Viktorínem z Poděbrad, a Divišem Bořkem z Miletínka. Mniši uprchli do Uherčic a konvent zde již nebyl obnoven. Tato část Vilémova si však zachovala název Klášter.
Oficiálně byl klášter zrušen roku 1575, kdy císař Rudolf II. zpustlé budovy s poplužním dvorem, okolními vesnicemi, lesy a rybníky prodal Beneši Benedovi z Nečtin. Ten si na ruinách konventních budov následujícího roku postavil tvrz, později přestavěnou na barokní zámek.